# Poissonaute
Poissonaute (Peixonauta) est une série d'animation brésilienne créée par Célia Catunda et Kiko Mistrorigo et produite par TV PinGuim, Tooncan et Discovery Kids.
La série parle de Poissonaute, un poisson dans un costume similaire à celui d'un astronaute qui lui permet de voler et de respirer hors de l'eau. C'est un détective professionnel qui, avec ses amis (Marina et Zeek), élucide les mystères qui se produisent à travers POP, une boule magique et colorée qui envoie toujours des indices aux protagonistes pour résoudre un problème. Quand ils le font, POP leur envoie une récompense.
La série a été faite pour les enfants et a été créée sur la chaîne Discovery Kids le 20 avril 2009, remportant un franc succès. Sur le marché international, la série est vendue sous les noms de Peztronauta (espagnol) ou Fishtronaut (anglais). Après son succès à la télévision, Poissonaute a également remporté une pièce intitulée Peixonauta da TV para Teatro, qui a été créée le 21 septembre 2013 à Rio de Janeiro.

## Résumé
La série se concentre sur le marais, avec l'agent Poissonaute, un poisson dans une combinaison semblable à un astronaute qui peut voler et respirer hors de l'eau. C'est un détective professionnel qui avec ses amis (Marina et Zeek) va percer les mystères qui se produisent à travers un POP, une balle magique et colorée qui envoie toujours des indices aux protagonistes pour résoudre un problème, quand ils parviennent à résoudre l'affaire, ils donnent une récompense.

## Personnages
- Poissonaute (Peixonauta) est un super agent, un poisson anthropomorphe dans une combinaison d'astronaute, il est le principal de la série et peut résoudre tout type de cas avec l'aide de pop et de ses amis.
- Marina est une fille de 10 ans et la meilleure amie de Poissonaute et Zeek. Elle s'excite quand un POP arrive.
- Zeek (Zico) est un singe drôle et sa façon d'agir est un peu têtue, il accompagne toujours Marina et l'agent Poissonaute en mission.
- Papy Sage (Chumbo Feliz) est un poisson vert très sage. Il réside au fond de la grotte, dans un endroit calme et paisible.
- Rosy Barb (Rosa) est un poisson rose qui est le compagnon de Poissonaute.
- Billy (Pedro) et Mac (Juca) sont les cousins de Marina, deux jumeaux de 10 ans qui aident parfois Poissonaute à résoudre un mystère.
- Dr. Green (Doctor Jardim en portugais) est le gardien du parc et le grand-père de Marina, Billy et Mac.

## Distribution

### Voix originales
- Fábio Lucindo : Poissonaute
- Fernanda Bullara : Marina
- Celso Alves : Zeek
- Rogério Viggiani : Billy
- Raphael Ferreira : Mac
- Renato Márcio : Dr. Green
- Jussara Marques : Rosy Barb
- Tatá Guarnieri : Papy Sage

### Voix françaises
- Samantha Grassian : Poissonaute
- Étoile Blain-Petry : Marina
- Paul Roland-Levy : Zeek
- Avril Mairowitz : Billy et Mac
- Jean Brassard : Dr. Green
- Julie Bour : Rosy Barb
- David Duclos : Papy Sage

Voix supplémentaires :
- Chris Wyant
- Dominique Bousquet
- David Duclos
- Julie Bour
- Loic Nousette
- Serra Hirsch
- Elodie Ozanne